# Taonura byssoides
Taonura byssoides är en svampdjursart som först beskrevs av Jean-Baptiste Lamarck 1814.  Taonura byssoides ingår i släktet Taonura och familjen Thorectidae. Inga underarter finns listade i Catalogue of Life.